# Хехингер, Фред
Фред Хе́хингер (англ. Fred Hechinger; род. 1 декабря 1999 года, Нью-Йорк, США) — американский киноактёр. Наиболее известен по роли Тревора в фильме «Восьмой класс» (2018), Джона Калли в вестерне «Новости со всех концов света» (2020) и Итана Рассела в психологическом триллере «Женщина в окне» (2021). Также он сыграл главную роль в трилогии фильмов ужасов «Улица страха» на Netflix и снялся в первом сезоне антологического сериала HBO «Белый лотос».

## Биография
Фред Хехингер родился в Нью-Йорке в семье Сары Розен и Пола Хехингера. Его дедом был редактор отдела образования The New York Times Фред Эм Хехингер. Фред вырос в Верхнем Вест-Сайде и учился в школе Святой Анны, где среди его одноклассников были коллеги-актёры Лукас Хеджес и Майя Хоук. Хехингер был подростковым репортёром и учился в Бригаде честных граждан.

## Фильмография
| Год  |   | Русское название             | Оригинальное название        | Роль                         |
| ---- | - | ---------------------------- | ---------------------------- | ---------------------------- |
| 2018 | ф | Восьмой класс                | Eighth Grade                 | Тревор                       |
| 2018 | ф | Алекс Стрейнджлав            | Alex Strangelove             | Джош                         |
| 2018 | ф | Голос люкс                   | Vox Lux                      | Эйдан                        |
| 2019 | ф | Человеческий капитал         | Human Capital                | Джейми Мэннинг               |
| 2019 | ф | Пока они спали               | As They Slept                | Алекс                        |
| 2020 | ф | Дэвид                        | David                        | Дэвид                        |
| 2020 | ф | Пусть говорят                | Let Them All Talk            | Фред                         |
| 2020 | ф | Новости со всех концов света | News of the World            | Джон Кэлли                   |
| 2021 | ф | Женщина в окне               | The Woman in the Window      | Итэн Рассел                  |
| 2021 | с | Подземная железная дорога    | The Underground Railroad     | юный Арнольд Риджуэй         |
| 2021 | ф | Уроки итальянского           | Italian Studies              | Мэтт                         |
| 2021 | ф | Улица страха. Часть 1: 1994  | Fear Street Part One: 1994   | Саймон Каливода              |
| 2021 | ф | Улица страха. Часть 2: 1978  | Fear Street Part Two: 1978   | Саймон Каливода              |
| 2021 | с | Белый лотос                  | The White Lotus              | Куинн Моссбахер              |
| 2021 | ф | Улица страха. Часть 3: 1666  | Fear Street Part Three: 1666 | Исаак / Саймон Каливода      |
| 2022 | ф | Смешные страницы             | Funny Pages                  | Алекс                        |
| 2022 | с | Пэм и Томми                  | Pam & Tommy                  | Сет Варшавски                |
| 2022 | ф | В поисках зверя              | Butcher's Crossing           | Уилл Эндрюс                  |
| 2022 | ф | Всевидящее око               | The Pale Blue Eye            | кадет Рэндольф Баллинжер     |
| 2024 | ф | Тельма                       | Thelma                       | Дэнни                        |
| 2024 | ф | Крейвен-охотник              | Kraven the Hunter            | Дмитрий Смердяков / Хамелеон |
| 2024 | ф | Гладиатор 2                  | Gladiator 2                  | Каракалла                    |